# Guy Raskin
Guillaume "Guy" Raskin (Tongeren, 16 maart 1937 – Munsterbilzen, 16 november 2016) was een Belgisch voetballer die speelde als verdediger. Hij voetbalde in de eerste klasse bij Beerschot VAC en Standard Luik en speelde 20 interlands met het Belgisch voetbalelftal.

## Loopbaan
Raskin speelde als verdediger bij vierdeklasser Patria FC Tongeren tot in 1957 toen Beerschot VAC, actief in de eerste klasse, hem aantrok. Hij verwierf al snel een basisplaats in de ploeg die de volgende jaren steeds in de middenmoot van de eindrangschikking zou eindigen. 
Tussen 1959 en 1964 werd Raskin 24 maal geselecteerd voor het Belgisch voetbalelftal. Hij speelde 20 wedstrijden met de nationale ploeg maar hij kon geen doelpunten scoren. 
Raskin bleef bij Beerschot voetballen tot in 1965 toen Standard Luik hem aantrok. Met de ploeg won hij de Beker van België in 1966 en 1967 maar hij had in zijn tweede seizoen veel moeite om zijn basisplaats te behouden. In 1967 keerde Raskin terug naar Beerschot. Met de ploeg bereikte Raskin in 1968 de finale van de Beker van België tegen Club Brugge maar deze werd verloren na het nemen van strafschoppen. Op 16 mei 1971 won hij in zijn laatste seizoen met Beerschot AC de beker van België tegen Sint-Truiden met 2-1. In 1971 zette Raskin een punt achter zijn spelersloopbaan op het hoogste niveau. In 1971-1973 ging hij als speler naar KFC Herentals, waar hij naast Willy Van Cleemput als hulptrainer zou fungeren en daarna naar Congo Genk voor een seizoen als speler-trainer. Daarna ging hij nog voor vier seizoenen naar derdeklasser SK Bree, waar hij in 1976 definitief de schoenen aan de haak hing en nog twee seizoenen als trainer bleef. In totaal speelde hij 374 wedstrijden in de eerste klasse en maakte hij daarbij 7 doelpunten.

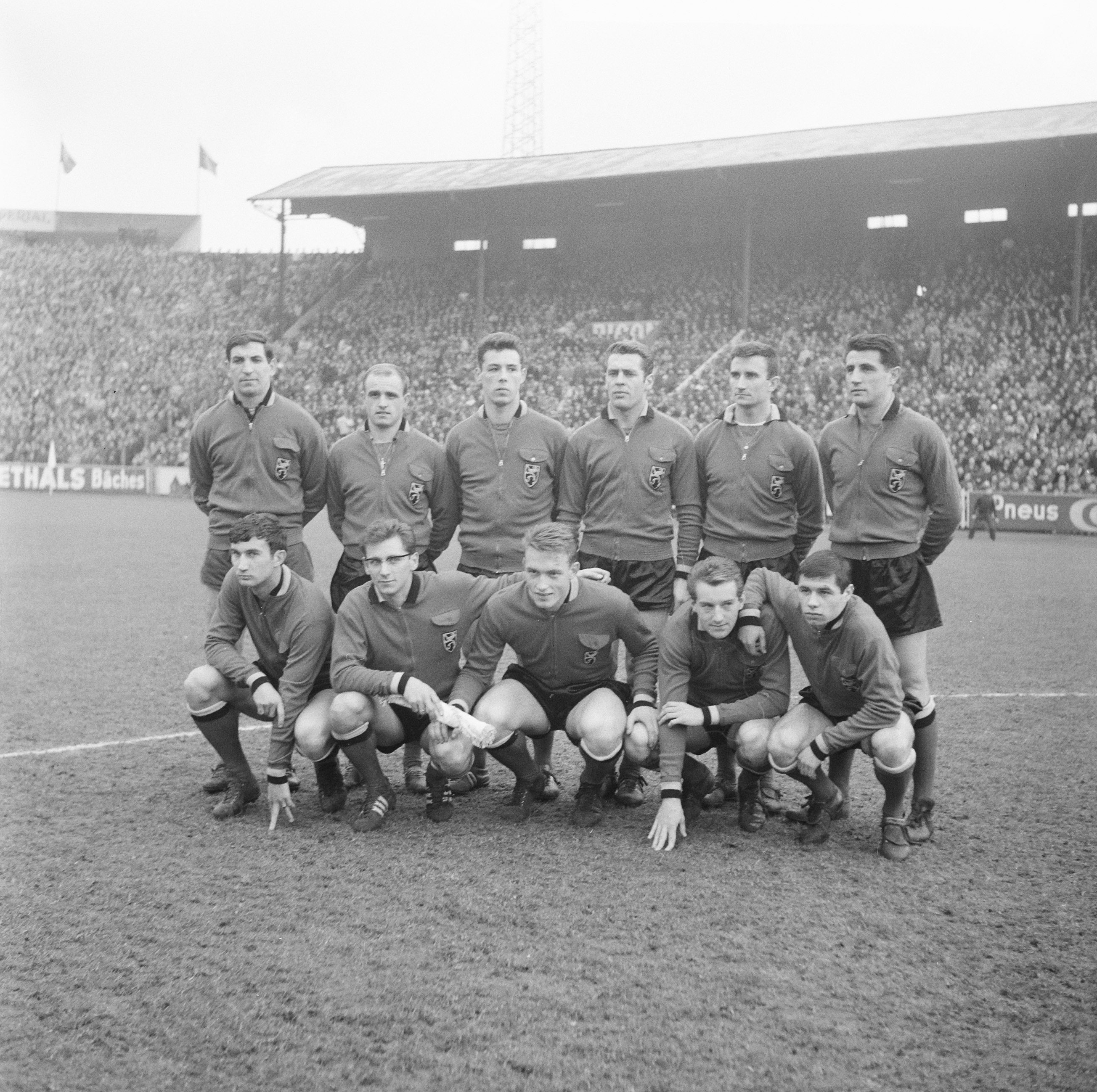
Raskin in het Belgisch nationaal elftal (1964)